# 레고 해리 포터
레고 해리 포터(Lego Harry Potter)는 영화 해리 포터를 원작으로 한 레고 블록의 테마 중 하나이다. 해리 포터와 마법사의 돌에서는 14세트가, 해리 포터와 비밀의 방에서는 10세트, 해리 포터와 아즈카반의 죄수에서는 11세트와 시리즈로는 유일한 미니 세트까지, 해리 포터와 불의 잔에서는 4세트, 해리 포터와 불사조 기사단에서는 1세트로 발매되었다. 그리고 해리 포터와 혼혈 왕자와 죽음의 성물 시리즈로 나온 것은 2012년 현재 시중에 팔리고 있으며 10세트이다. 또한 레고 제품 최초의 양면 얼굴이 적용된 브랜드이다.

## 세트

### 2021년
2021년 1월 1일 호그와트 마법책 시리즈 4개가 출시되었다.
| 제품명                       | 번호  | 원작        | 미니피규어                                    |
| ---------------------------- | ----- | ----------- | --------------------------------------------- |
| 호그와트 마법책: 변신술 수업 | 76382 | 다양한 영화 | 헤르미온느 그레인저, 론 위즐리, 맥고나걸 교수 |
| 호그와트 마법책: 물약 수업   | 76383 | 다양한 영화 | 드레이코 말포이, 시무스 피니건, 스네이프 교수 |
| 호그와트 마법책: 본초학 수업 | 76384 | 다양한 영화 | 케드릭 디고리, 네빌 롱바텀, 스프라우트 교수   |
| 호그와트 마법책: 마법 수업   | 76385 | 다양한 영화 | 해리 포터, 초 챙, 플리트윅 교수               |

### 미니피규어
2018년과 2020년에 출시되었다.
| 제품명                      | 번호  | 미니피규어 수 |
| --------------------------- | ----- | ------------- |
| 해리 포터와 신비한 동물사전 | 71022 | 22            |
| 해리 포터 시리즈 2          | 71028 | 16            |

## 같이 보기
- 레고 미니피겨 (시리즈)